# Helige profeten Elias kyrka, Gibarac
Helige profeten Elias kyrka (serbisk kyrilliska: Црква Светог пророка Илије; latinska: Crkva Svetog proroka Ilije) är en serbisk-ortodox kyrkobyggnad belägen i byn Gibarac, i regionen Srem i provinsen Vojvodina, i norra Serbien.
Kyrkan är helgad åt den israelitiske profeten Elia och tillhör det serbisk-ortodoxa stiftet Srems stift.

## Iventarier
Kyrkans ikonostas invigdes den 13 augusti 2015.

## Bilder

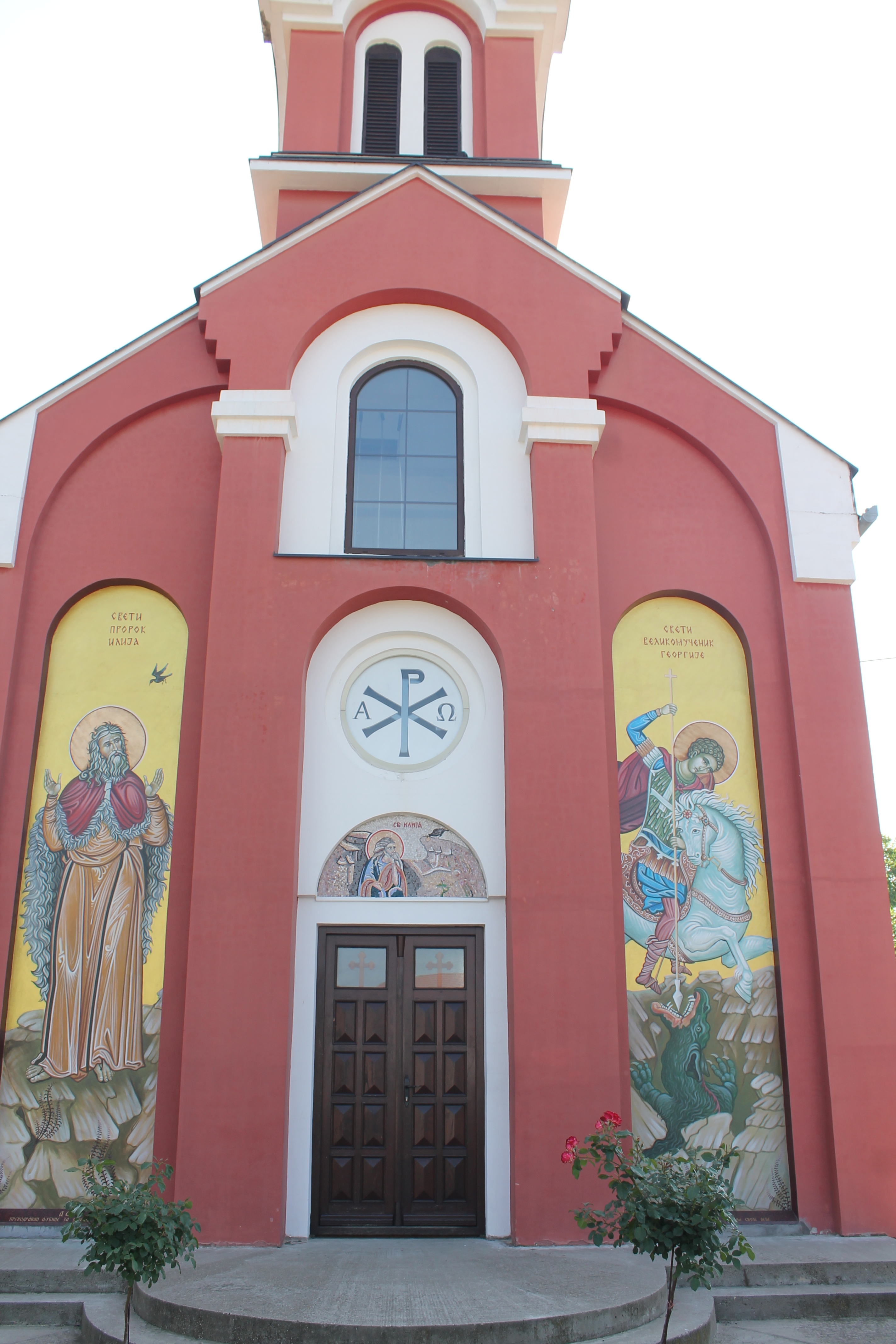
Framsidan, där pofeten Elia (vänster) och Sankt Göran (höger) är avbildade.